# Mother Land
Pour plus de détails, voir Fiche technique et Distribution.
Mother Land ou Ne jamais lâcher au Québec (Never Let Go) est un film américain réalisé par Alexandre Aja et sorti en 2024.
Le film est du genre thriller psychologique et familial raconté comme un conte. Le Mal est dû à des problèmes psychologiques et psychiatriques de la mère, mais aussi à des phénomènes surnaturels.

## Synopsis
Une mère et ses fils jumeaux souffrent depuis de nombreuses années de la présence d'un esprit maléfique. Cependant, lorsque l'un des garçons commence à douter de l'existence du Mal, le lien sacré de la famille est rompu. Cela va les mener tous les trois à un dangereux combat pour leur survie.

## Fiche technique
Sauf indication contraire, les informations mentionnées dans cette section peuvent être confirmées par la base de données cinématographiques IMDb,  présente dans la section « Liens externes ».
- Titre original : Never Let Go
- Titre français : Mother Land
- Titré québécois : Ne jamais lâcher[3]
- Réalisation : Alexandre Aja
- Scénario : Kevin Coughlin et Ryan Grassby
- Musique : Robin Coudert
- Décors : Jeremy Stanbridge
- Costumes : Carla Hetland
- Photographie : Maxime Alexandre
- Montage : Elliot Greenberg
- Production : Alexandre Aja, Dan Cohen, Dan Levine et Shawn Levy
  - Production déléguée : Halle Berry, Dan Clarke, Connor DiGregorio, Holly Jeter, Emily Morris et Christopher Woodrow
- Sociétés de production : Summit Entertainment, 21 Laps Entertainment et Media Capital Technologies
- Sociétés de distribution : Lionsgate (États-Unis) ; Cineplex Pictures (Québec)[3], Metropolitan Filmexport (France)
- Pays de production :  États-Unis
- Langue originale : anglais
- Format : couleur
- Genre : horreur, thriller
- Durée : 101 minutes
- Dates de sortie[4] : 
  - États-Unis, Québec[3] : 20 septembre 2024
  - France : 25 septembre 2024

## Distribution
- Halle Berry (VF : Annie Milon ; VQ : Isabelle Leyrolles) : June
- Percy Daggs IV(VF : Emmylou Homs ; VQ : Noé Henri Rouillard) : Nolan
- Anthony B. Jenkins(VF : Bianca Tommassian ; VQ : Antoine Mirija Saouaf) : Samuel
- Matthew Kevin Anderson(VQ : Adrien Bletton) : Cole
- Christin Park(VF : Violaine Khal): Un Médecin
- Stephanie Lavigne
- Cadence Compton

Source et légende : version québécoise (VQ) sur Doublage.qc.ca Source et légende : Version française (VF) sur  carton cinématographique du doublage français

## Production

### Genèse et développement
En août 2020, un scénario, intitulé Mother Land, écrit par Kevin Coughlin et Ryan Grassby, est acheté par la société 21 Laps Entertainment de Shawn Levy avec un accord avec Lionsgate pour la distribution. En avril 2021, Mark Romanek est annoncé comme réalisateur. Cependant, le mois suivant, il est révélé qu'il a quitté le projet. Il est remplacé par Alexandre Aja, alors que Halle Berry est annoncée. En juin 2022, Lionsgate vend les droits de distribution pour l'international à diverses sociétés lors du Marché du film de Cannes. En avril 2023, Percy Daggs IV et Anthony B. Jenkins rejoignent le film, désormais titré Never Let Go.

### Tournage
Le tournage se déroule à Vancouver, dans la ville de Hope (Colombie-Britannique), entre avril et juin 2023,

## Sortie
Le film sort le 27 septembre 2024 aux États-Unis

### Accueil critique
En France, le site Allociné donne une moyenne de 3,1⁄5, d'après l'interprétation de 15 critiques de presse.